# アサン・ウエドラオゴ
フォーザン・アサン・ウエドラオゴ（Forzan Assan Ouédraogo, 2006年5月9日 - ）は、ドイツのノルトライン＝ヴェストファーレン州ミュールハイム・アン・デア・ルール出身のプロサッカー選手。RBライプツィヒ所属。ポジションはミッドフィールダー。

## 経歴
2014年からシャルケ04のユースアカデミーに加入。2022年11月には契約延長に合意した。
2023-24シーズン、2023年7月6日の親善試合でトップチームの試合に初出場。この試合では初得点に加え、シモン・テロッデへのアシストを記録した。同月15日のグールニク・ザブジェとの親善試合でも得点を記録した。シーズン開幕後、ハンブルガーSV戦に先発出場してプロデビューし、この試合でプロ初得点を記録。シャルケ史上最年少でプロデビューした選手となり、ユリアン・ドラクスラーが保持していたシャルケの選手による公式戦史上最年少得点記録を更新した。
2024年6月13日、RBライプツィヒに5年契約で移籍した。

## 代表歴
2023年のUEFA U-17欧州選手権のドイツ代表に選出され、フランスとの決勝ではPK戦で勝利を決めるシュートを成功させ、優勝した。同年のFIFA U-17ワールドカップのドイツ代表に選出され、優勝した。
両親の出身国であるブルキナファソの代表資格も持つ。

## 家族
父は元プロサッカー選手で、ブルキナファソ代表経験もあるアラサン・ウエドラオゴ。